# Volkstaat

La Vryheidsvlag, la "Bandiera della Libertà", è il simbolo principale dei nazionalisti boeri, registrata nel 1995 presso l'Ufficio di araldica sudafricano come bandiera dell'Afrikaner Volksfront. La bandiera è simile alla Vierkleur (“Quattro colori”) ma con l’arancione al posto del rosso. Fu utilizzata durante la Seconda guerra boera (1899 – 1902) dai bianchi di lingua afrikaans del Capo che combatterono dalla parte delle repubbliche boere. La bandiera può essere considerata una bandiera boera, in quanto molti dei ribelli del Capo erano boeri delle frontiere nord orientali del Capo, mentre un piccolo numero di ribelli provenivano dalla molto più estesa popolazione degli “olandesi del Capo”, della regione sud occidentale del Capo.

L'espressione Volkstaat (in lingua afrikaans: "Stato del popolo"), a volte chiamato anche Boerestaat ("Stato dei Boeri"), si riferisce a diverse proposte e progetti di costituzione di uno Stato etnico boero o afrikaner all'interno del Sudafrica. A seconda dei casi, tale progetto può essere inteso come restaurazione delle repubbliche boere (Repubblica del Transvaal e Stato Libero dell'Orange) o in altre forme. Alcuni proponenti di una "homeland" ("terra natia") boera o afrikaner in Sudafrica hanno dato vita nel tempo a diversi esperimenti di comunità boere o afrikaner, quale quella afrikaner bianca di Orania nel Capo.

## Afrikaner e boeri
“Afrikaner” e “boero” non sono sinonimi, seppure spesso, erroneamente, siano usati come tali. La storia boera non è la storia “afrikaner”. Con il termine “afrikaner” (in afrikaans: “africano”) si intendono tradizionalmente tutti i bianchi di madrelingua afrikaans; ma in epoca più recente si intendono tutti i madrelingua afrikaans.
I boeri sono i discendenti biologici e spirituali dei trekboer (migranti seminomadi), dei voortrekker (pionieri), e dei cittadini delle repubbliche boere. La maggioranza degli “afrikaner bianchi” non furono trekboer e non seguirono i voortrekker durante il Grande Trek. Rimasero nel Capo, felici di sottostare alla potenza coloniale britannica, e per questo sono ancora definiti “Olandesi del Capo”. Non furono quindi cittadini delle repubbliche boere, e durante la Seconda guerra anglo-boera combatterono per l'Impero britannico contro i boeri.

Area proposta dal Vryheidsfront nel 1994, per un "volkstaat" afrikaner bianco nel Capo.

## “Nazionalismo” afrikaner
Il cosiddetto “nazionalismo afrikaner bianco” fu promosso dall'Unione del Sudafrica (dominion britannico), al fine di consolidare sé stessa, in funzione anti-boera (indipendentista). Tale ideologia, basata principalmente sulla razza e sulla lingua, fu alla base della Repubblica del Sudafrica, nata dall'Unione del Sudafrica nel 1961, e del sistema dell'Apartheid.

## Nazionalismo boero
I boeri sono a tutti gli effetti africani, in quanto la loro nazione e la loro cultura si sono formate in Africa, e hanno sempre sfuggito il colonialismo (olandese prima, britannico poi) per cercare la libertà. Tutto questo al contrario degli afrikaner bianchi non-boeri. Per questo i nazionalisti boeri si sentono l'unico “volk” (l'unica nazione bianca africana), e per loro il termine “volkstaat” è sinonimo di “Boerestaat”.
L'identità boera fu quasi cancellata dalla propaganda afrikaner della RSA, per cui tutti i bianchi dell'Africa del sud dovevano sentirsi parte di un'unica nazione. La storia boera, invece di essere considerata nella sua specificità come genesi di una nazione specifica, iniziò ad essere utilizzata come parte di un insieme molto più grande, che comprendeva anche gli Olandesi del Capo, i britannici dell'Africa del sud e, più in generale, tutti i bianchi residenti in loco. Il sentimento nazionalista boero iniziò a risorgere verso la fine degli anni '70, grazie soprattutto al libro Boerestaat, di Robert van Tonder.

## Storia indipendentista dopo l'annessione delle Repubbliche boere
Nel 1914, allo scoppio della prima guerra mondiale, i boeri si ribellarono in armi al governo dell'Unione del Sudafrica, nel tentativo di ripristinare le proprie Repubbliche. I boeri furono sconfitti dalle forze armate fedeli all'Unione, composte prevalentemente da afrikaner bianchi. Nel 1939 alcuni nazionalisti boeri fondarono l'Ossewabrandwag (OB, in afrikaans: “Sentinella del carro dei pionieri”), movimento politico, culturale e paramilitare, che chiedeva la restaurazione delle Repubbliche boere. L'OB arrivò ad avere tra i 300.000 e i 500.000 iscritti; suoi affiliati si rifiutarono di prestare servizio militare per l'Unione del Sudafrica e ne boicottarono l'intervento militare a fianco della Gran Bretagna durante la seconda guerra mondiale. L'Ossewabrandwag iniziò il suo declino nel 1948, con l'avvento al potere del Nasionale Party (NP, in afrikaans: Partito Nazionale), che sosteneva e promuoveva il “nazionalismo” afrikaner bianco.
Tra la fine degli anni '70 e gli inizi dei '90, una serie di movimenti “afrikaner bianchi” abbracciarono il nazionalismo boero. Il più importante di questi era l'Afrikaner Weerstandsbeweging (AWB, in afrikaans: “Movimento di Resistenza Afrikaner”). Tra la fine degli anni ‘80 e gli inizi dei '90, il “nazionalismo” afrikaner bianco (non-boero) iniziò a formulare un'idea di Stato avente confini diversi, e molto rimarginati, rispetto a quelli della Repubblica del Sudafrica (RSA). Tale Stato doveva chiamarsi Orandeë, e svilupparsi nel Capo (l'ex colonia britannica). Nel corso degli anni è stata fondata solo una piccola comunità di afrikaner bianchi, chiamata Orania.
Nel 1990 una serie di attentati dinamitardi vennero messi a segnò dai nazionalisti boeri. Una bomba venne fatta esplodere a Melrose House, a Pretoria, dove nel 1902 era stato firmato il trattato di pace che aveva messo fine alla Seconda guerra anglo-boera e all'esistenza delle Repubbliche boere. Nel 1993 vari ex-generali della RSA e una serie di partiti e movimenti, tra cui l'AWB, si coalizzarono dando vita all'Afrikaner Volksfront (AVF, in afrikaans: “Fronte della nazione Afrikaner”), rivendicando l'indipendenza su buona parte delle terre che erano state delle Repubbliche boere (circa il 16% di tutta la Repubblica del Sudafrica). Uno dei due leader dell'AVF, il gen. Constand Viljoen (ex capo delle Forze Armate), abbandonò però la coalizione per formare un nuovo partito politico, il Vryheidsfront (in afrikaans: “Fronte della Libertà”), che partecipò alle elezioni multinazionali e multirazziali che si tennero nel 1994, e che portarono alla formazione del nuovo Stato del Sudafrica, che praticamente ripristinava i confini dell'Unione del Sudafrica creata dai britannici, annettendo tutte le homeland nere. Tale operazione politica fu avversata dai nazionalisti boeri, e in particolare da membri dell'AWB, con iniziative politiche, attentati e azioni paramilitari. Il Vryhedisfront, a quel tempo, chiedeva uno Stato indipendente per gli afrikaner bianchi, sul modello di “Orandeë”.
Nel 1995 una serie di movimenti indipendentisti boeri, tra cui l'AWB e il Boerestaat Party (BSP, in afrikaans: Partito dello Stato Boero), diedero vita alla Boere Republikeinse Verkiesingskommissie (BVK, in afrikaans: Commissione Elettorale Boera), che presentò alle Nazioni Unite, a Ginevra, un documento in cui descriveva la storia e l'identità della nazione boera; contraddiceva la teoria che esistesse una “nazione afrikaner”; e chiedeva il riconoscimento del popolo boero come popolo indigeno africano.

Distribuzione dei bianchi sudafricani. La distribuzione ineguale dei bianchi ostacola la formazione di un Volkstaat.

Nel 2008 l'UNPO, l'Organizzazione delle nazioni e dei popoli non rappresentati, su iniziativa del Vryheidsfront Plus (evoluzione del Vryheidsfront, ormai non più indipendentista), ha ammesso tra i propri membri gli afrikaner (con riferimento agli “afrikaner bianchi”). Nell'aprile del 2011 il dott. Lets Pretorius, nazionalista boera, ha scritto all'UNPO per contestare la cosa e chiedere il riconoscimento dei boeri.

## Crisi d'identità

Lingua predominante dei bianchi sudafricani. Nel Capo Orientale e nelle città si parla l'inglese (rosso), mentre nelle zone rurali si parla l'afrikaans (blu).

L'avvicendarsi di Stati diversi, fondati su concetti diversi e contrapposti, hanno prodotto una forte crisi d'identità. Relativamente ai discendenti dei boeri: spesso si sentono semplicemente “afrikaner bianchi”, “afrikaner”, o “sudafricani”. Tale crisi d'identità è ravvisabile anche nel pensiero e nell'azione di vari movimenti politici. Nel nazionalismo dei bianchi afrikaner (maggioranza rispetto agli inglesi sudafricani) si è assistito difatti ad una grande frammentazione, con molti degli ex sostenitori dei partiti dell'epoca dell'apartheid che sono confluiti addirittura nell'African National Congress dei neri, a volte cercando alleanze tattiche con i neri separatisti degli ex bantustan, e altri divisi e spesso in conflitto ideologico fra loro.

## Movimenti indipendentisti
Sul fronte autonomista “afrikaner bianco” e indipendentista boero sono attualmente attive o sono esistite diverse associazioni:
- Volksraad Verkiesing Kommissie (VVK, Commissione elettorale per il Volksraad o "Commissione Elettorale per l'Elezione di un'Assemblea Popolare afrikaner-boera"), che raggruppa un certo numero di movimenti politici e culturali, ed è erede della Boere Republikeinse Verkiesingskommissie. Punta ad accreditarsi come soggetto politico in grado di trattare con il Governo della nuova Repubblica del Sudafrica, per raggiungere una certa autonomia su territori di scarso interesse per la medesima. Essa è sostenuta principalmente dall'Afrikaner Weerstandsbeweging, partito politico di estrema destra dotato di un'attiva ala paramilitare, prima guidato da Eugène Terre'Blanche e oggi da Steyn von Rönge, e dal Boerestaat Party.
- Orde Boerevolk (OB, in afrikaans: "Ordine della nazione dei boeri") di Piet Rudolph (ex AWB)
- Boere Vryheid Beweging (BVB)
- Boerevolk Verteenwoordigende Raad (BVR, Consiglio dei Rappresentanti della nazione Boera) diretta da Johan "Lets" Pretorius
- Altri piccoli gruppi sono il Boere Verkennersbeweging (BWB, Movimento scoutistico boero), Boere Krisis Aksie (BKA), Zuid Afrikaanse Republikeinse Party (ZARP) e il Geloftevolk Republikeine (GR)
- Fronte della Libertà Più, ex Afrikaner Volksfront, ufficialmente sostiene il Volkstaat pur essendo abbastanza moderato e avendo collaborato col governo sudafricano e con l'African National Congress, venendo quindi spesso tacciato di "collaborazionismo" dagli indipendentisti accesi. Sostiene ufficialmente l'indipendenza della sola Provincia del Capo Occidentale.[8]

In passato:
- Boere Vryheidsfront (BVS), sciolto ora nel partito Vryheidsfront Plus (Fronte della Libertà Più)

Il Partito Nazionale Rifondato del Sudafrica, come in passato il Partito Conservatore, non ha mai sostenuto attivamente il Volkstaat ma solo la ricostituzione dell'apartheid, ed è uno dei motivi dei suoi insuccessi elettorali tra la maggioranza boera pur essendo un partito parlamentare in passato, tuttavia negli ultimi anni ha fatto sentire la propria voce come nella lettera aperta alla FIFA nel 2006, in vista dei mondiali di calcio del Sudafrica nel 2010.